# 阿什頓聯足球會
阿什頓聯足球會（Ashton United Football Club）是一支位於英格蘭阿什頓安德萊恩的職業足球會，目前於英格蘭北部超級聯賽超聯組角逐。

## 外部連結
- Ashton United@Football Club History Database
- Official Website